# Macizo del Caroche
El macizo de Caroche (en valenciano: Caroig) es un sistema montañoso situado en el interior de la provincia de Valencia (España). 
Se trata de una gran plataforma calcárea, cuyo punto más alto es el Caroche. El macizo marca una zona de transición entre los dominios Ibérico y Bético.

## Fauna
La fauna es rica y abundante en el macizo del Caroche, destacando los mamíferos que se han propagado desde la Reserva Nacional de Caza de la Muela de Cortes.
Destacan la cabra montés y el muflón, de los que existe una superpoblación por ausencia de depredadores naturales. También es importante la población de jabalíes, zorros, ginetas, gato montés, águila calzada y perdicera, el halcón peregrino y las rapaces nocturnas.